# Arquidiócesis de Hamburgo (antigua)
La (antigua) arquidiócesis de Hamburgo (en latín: Archidioecesis Hamburgensis y en alemán: Erzbistum Hamburg) fue una circunscripción eclesiástica de la Iglesia católica en Alemania. Quedó suprimida en 845 cuando se fusionó con la diócesis de Bremen para erigirse la arquidiócesis de Bremen-Hamburgo. Se trataba de una arquidiócesis latina, sede metropolitana de la provincia eclesiástica de Hamburgo.

## Territorio y organización
La arquidiócesis extendía su jurisdicción sobre los fieles católicos de rito latino residentes en las ciudades estados de estado de Bremen y de Hamburgo y en parte de los estados de Schleswig-Holstein y Baja Sajonia.
La sede de la arquidiócesis se encontraba en la ciudad de Hamburgo, en donde se hallaba la Catedral de Santa María, que fue destruida por los vikingos en 845, reconstruida en el siglo III y demolida en 1806 luego de pasar al luteranismo en 1529.
La arquidiócesis no tenía como sufragáneas.

## Historia
Las guerras sajonas tuvieron lugar en el noroeste de la actual Alemania entre 772 y 804, cuando Carlomagno inició una campaña de ocupación con el fin de someter a los sajones que las habitaban. Las guerras tuvieron como resultado el sometimiento y la incorporación de Sajonia al Imperio franco y la conversión de sus habitantes al cristianismo. La primera iglesia de Hamburgo fue consagrada en el año 810 por el corepíscopo de Tréveris, Amalario, por orden de Carlomagno. Se menciona a Heridag como el primer sacerdote. Carlomagno eximió a esta iglesia de la jurisdicción de los obispos vecinos. 
En un sínodo, probablemente celebrado en Diedenhofen, se habría fundado la arquidiócesis de Hamburgo y se le habría otorgado al monje benedictino Ascario la autoridad para nombrar obispos adicionales y llamar sacerdotes en el norte. Se dice que Ascario recibió la dirección de esta arquidiócesis (Heridag, ya designado obispo, había muerto) y fue ordenado obispo por Drogo de Metz. Como resultado, se dice que Ascario recibió el título de arzobispo y el palio del papa Gregorio IV en 831 y fue nombrado legado papal para Escandinavia, Dinamarca y los eslavos. Precisamente estos datos sobre la vida de Ascario y, en particular, sobre la fundación del arzobispado de Hamburgo, son los que suscitan hoy en día una gran controversia en las investigaciones. 
El “documento fundacional” de Hamburgo, fechado el 15 de mayo de 834 y supuestamente emitido por el emperador Ludovico Pío, es una falsificación posterior, probablemente creada entre 889 y 893.
Después de mucho tiempo de discusión sobre el estatus de la diócesis de Hamburgo fundada por Ascario, existe ahora un amplio consenso sobre que la afirmación de que a Ascario se le confió una arquidiócesis se hizo cumplir después de su muerte falsificando las fuentes. La versión original de la biografía de Ascario realizada por su alumno Rimberts parece no saber nada sobre esto. Sin embargo, esta reivindicación representó para Bremen, en el siglo X, una oportunidad de liberarse de su dependencia como diócesis sufragánea de Colonia. Por ejemplo, el historiador Eric Knibbs, que realizó un análisis detallado de los hechos históricamente verificables y pintó un nuevo cuadro de los primeros días de la historia de la Iglesia en el norte de Alemania; sostiene que Ansgar no pudo haber fundado un arzobispado, sino que la idea de la diócesis de Hamburgo-Bremen surgió recién en el siglo X. Por lo tanto, Ascario no era un arzobispo, sino un obispo misionero.
Independientemente de la disputa académica sobre si la diócesis misionera exenta ya era un arzobispado, o si solo Bremen-Hamburgo merecía este título, el primero fue el primer arzobispado católico con su sede fuera del antiguo Imperio romano, ya que el arzobispado de Armagh en Irlanda no se fundó hasta 1103.
En el año 845 la ciudad de Hamburgo, a orillas del Elba, sede del arzobispo san Ascario, fue saqueada por los vikingos y el arzobispo huyó a Bremen. Después de la muerte del obispo Leuderich de Bremen el 23 de agosto de 845, el emperador Luis el Germánico designó a Ascario como su sucesor en la diócesis de Bremen. En el año 847, en el Sínodo de Maguncia, se decretó la unión de las sedes de Hamburgo y Bremen, que habría heredado el título de arzobispal de la sede de Hamburgo. El papa Nicolás I confirmó la unión en 864.
El traslado de la sede arzobispal de Hamburgo a Bremen no puso fin al capítulo de canónigos de la Catedral de Hamburgo, que sobrevivió hasta 1802, convirtiéndose, al menos hasta el siglo XVI, en uno de los principales centros del catolicismo en la ciudad. Los arzobispos de Bremen-Hamburgo fueron elegidos por los capítulos catedralicios de Bremen y Hamburgo en sesión conjunta. No fue raro que los dos capítulos chocaran abiertamente con el nombramiento de dos arzobispos rivales. El cabildo catedralicio llevó a cabo la reconstrucción de la Catedral de Santa María. 
Estas decisiones suscitaron la oposición del metropolitano Hilduino de Colonia, que perdió a uno de sus obispos sufragáneos (el de Bremen). El conflicto entre Bremen-Hamburgo y Colonia continuó durante todo el siglo, hasta que a principios del siglo X, el papa Sergio III (904-911) intervino decidiendo que la unión se mantendría hasta que Hamburgo tuviera su propia provincia eclesiástica. Entonces Bremen se habría separado de Hamburgo y habría vuelto a ser sufragánea de Colonia. En realidad, estas decisiones papales nunca se implementaron y las dos sedes permanecieron unidas hasta el siglo XVI.
El doble nombre de la arquidiócesis, Bremen-Hamburgo o Hamburgo-Bremen, está documentado hasta principios del siglo XIII. En la Navidad de 1223 el papa Honorio III puso fin a la disputa con el capítulo de Hamburgo. Bremen se convirtió en la única sede del arzobispado y el cabildo catedralicio de Hamburgo lo aceptó y en adelante debía enviar al preboste, al decano y al escolástico a Bremen para la elección del obispo. La mención de Hamburgo desapareció de los títulos de los arzobispos, que a partir de ese momento fueron designados únicamente como "arzobispos de Bremen".
La arquidiócesis de Hamburgo fue reestablecida por el papa Juan Pablo II después del tratado previo del 22 de septiembre de 1994 con la constitución apostólica Omnium Christifidelium del 24 de octubre de 1994 con efecto a partir del 7 de enero de 1995.

## Episcopologio
- San Ascario, O.S.B. † (834-847 nombrado arzobispo de Bremen-Hamburgo)
  - Sede unida a Bremen (847, confirmada en 864)